# Giacomo Matteotti
Giacomo Lauro Matteotti (Fratta Polesine, 22 de mayo de 1885-Roma, 10 de junio de 1924) fue un político socialista italiano, famoso por su firme oposición al fascismo italiano incluso después de que Benito Mussolini tomara el poder tras la Marcha sobre Roma, para lo cual Matteotti aprovechó su condición de parlamentario a fin de denunciar la violencia del régimen y su manipulación de las elecciones. Matteotti fue secuestrado el 10 de junio de 1924 en Roma, y  semanas después, el 16 de agosto, se encontró su cadáver en estado de descomposición. Se sabe que fueron militantes fascistas los que lo secuestraron y asesinaron, pero nunca se demostró que fuera el mismo Benito Mussolini quien ordenara su muerte. Tras la Segunda Guerra Mundial y la caída del fascismo, Matteotti fue homenajeado como político luchador que, a pesar de su intimidación por las camisas negras, nunca calló su deseo de democracia.

## Biografía
Nacido en una familia adinerada, Matteotti se licenció en Derecho en la Universidad de Bolonia, donde entró en contacto con el movimiento socialista, en el cual se convirtió pronto en una figura destacada. Durante la Primera Guerra Mundial sostuvo la necesidad de mantener la neutralidad de Italia, lo que le costó su encarcelamiento en Sicilia cuando en 1915 Italia entró en la guerra junto a la Triple Entente.
Liberado tras la guerra, Matteotti en 1919 fue elegido diputado al parlamento italiano, y fue reelegido en 1921. Apodado «La Tempestad» por su impetuosidad militante, Matteotti no descuidó su lado más humano, y donó gran parte de su salario como diputado a un orfanato de niños. Como diputado se opuso a la violencia política ejercida por las camisas negras del recién creado fascismo italiano, y denunció continuamente sus abusos y crímenes pese a las amenazas recibidas. Al mismo tiempo Matteotti juzgaba inútil y peligroso que en Italia los militantes comunistas, socialistas o anarquistas mantuvieran pugnas ideológicas entre ellos; declaró que ante la amenaza fascista todos los partidos de izquierda debían dejar de lado sus discrepancias ideológicas y unirse contra el enemigo común, aunque tales exhortaciones no surtieron efecto.
Pronto Matteotti fue el líder natural del Partido Socialista Unitario en la Cámara de los Diputados de Italia, donde tomó posición contra el fascismo y contra Benito Mussolini, y fue durante un cierto tiempo el portavoz de la reducida oposición parlamentaria al Partido Nacional Fascista, que aparecía como la mayor fuerza política desde el triunfo de la Marcha sobre Roma en octubre de 1922. Aunque Mussolini y sus camisas negras habían amenazado tempranamente con instaurar una dictadura completa en Italia y suprimir las últimas instituciones democráticas, Matteotti se negó a renunciar a la política o unirse al fascismo, y se pronunció continuamente en el parlamento italiano contra los planes autocráticos de Mussolini, así como contra la violencia ejercida impunemente por los camisas negras contra sus rivales.
El 30 de mayo de 1924, Matteotti tomó la palabra en la Cámara para protestar por las elecciones que se habían celebrado el 6 de abril, en las cuales el propio Matteotti había sido reelegido, acusando al régimen fascista de manipular las leyes electorales para obtener una mayoría parlamentaria mediante reglas creadas expresamente para favorecer al fascismo. Mientras de la bancada fascista surgían los gritos, las amenazas y las risotadas, Matteotti lanzaba un histórico discurso en el cual desgranaba una a una todas las ilegalidades y los abusos cometidos por los fascistas para alcanzar la victoria en las elecciones, pues habían usado normas hechas para favorecerse, junto con la violencia desenfrenada de los Camisas Negras, y las intimidaciones contra sus rivales. Al término del discurso, después de recibir las felicitaciones de sus compañeros, respondió a los diputados fascistas: «Yo ya he hecho mi discurso. Ahora toca a ustedes preparar el discurso fúnebre para mi entierro».

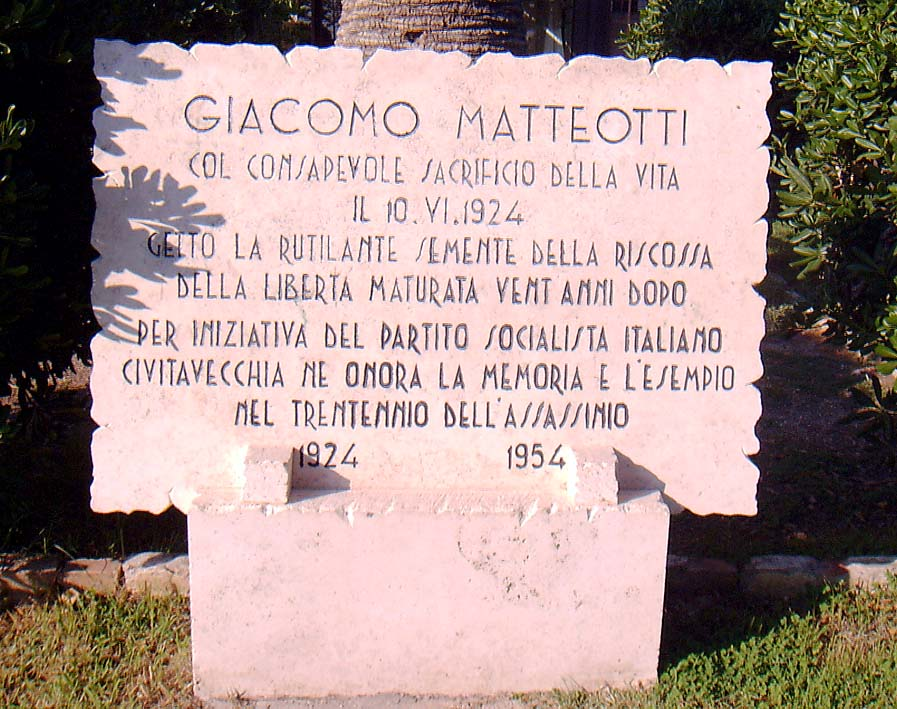
Placa conmemorativa en Civitavecchia (Lacio).

Doce días después, Matteotti fue secuestrado el 10 de junio en una calle de Roma, siendo subido a un automóvil, y se encontró su cuerpo en estado de descomposición el 16 de agosto, en un bosque, a 25 kilómetros de la ciudad. Si bien se sabe que fueron militantes fascistas —comandados por Amerigo Dumini— los que lo secuestraron y asesinaron, nunca se demostró que fuera el mismo Mussolini quien ordenó su muerte.
Poco después de descubrirse el cadáver de Matteotti se descubrió que la causa de su muerte había sido un apuñalamiento, siendo buscados los culpables del asesinato. Como consecuencia, la hostilidad de la opinión pública hacia el régimen fascista aumentó, las pesquisas policiales señalaron a cinco militantes fascistas como responsables del crimen: Amerigo Dumini Giuseppe Viola, Albino Volpi, Augusto Malacria y Amleto Poveromo. Juzgados todos, se condenó a prisión a Dumini, Volpi y Poveromo, pero fueron indultados poco después por el rey Víctor Manuel III.

## Responsabilidad por el asesinato
El juicio de De Felice es que el Duce "no era un hombre cruel", que no contemplaba la venganza a sangre fría y que, por último, era "demasiado buen momento, demasiado buen político" para querer matar o secuestrar a Matteotti. Yo, por el contrario, considero a Mussolini un hombre capaz de una gran crueldad, no siempre oportuno y un hombre que podría mantener vivo el rencor durante años. Por lo tanto, anticipando la conclusión, diría que en lugar del veredicto de "posible" o "imposible", el de una "probable" instigación personal de Mussolini
Denis Mack Smith, Mussolini e il caso Matteotti

Sobre la responsabilidad del régimen de Mussolini, aunque se tiene constancia de que al término del discurso de Matteotti en mayo de 1924, Mussolini comentó en público ante el jefe de la policía secreta fascista que el diputado Matteotti no debería «seguir en circulación». Otras hipótesis consideran que el asesinato de Matteotti fue planificado por líderes fascistas de menor rango que los altos jefes de las camisas negras, y que el secuestro era parte de su usual violencia contra sus oponentes, aunque los militantes antifascistas consideraron entonces que al menos la "responsabilidad moral" por el asesinato de Matteotti debía recaer sobre el propio Mussolini por ser éste el mayor instigador de la violencia política.
Ya en 1925 el Senado del Reino de Italia procesó al mariscal Emilio de Bono, en su condición de jefe máximo de las camisas negras por responsabilidad en el asesinato de Matteotti, pero resultó absuelto; 
en consecuencia la denuncia por asociación delictiva que llevó a Mussolini también fue rechazada con decisión de no proceder. Tras la Segunda Guerra Mundial, en 1947, se juzgó a los fascistas Francesco Giunta, Cesare Rossi, Dumini, Viola, Poveromo, Malacria, Filippelli y Panzeri por el crimen, alegando vicios graves en el proceso anterior. Dumini, Viola y Poveromo fueron hallados culpables y sentenciados a prisión perpetua pero fueron liberados años después al reducirse la condena. Después de la guerra, la reapertura del juicio contra Mussolini no tuvo seguimiento debido a la muerte del acusado.

## Legado

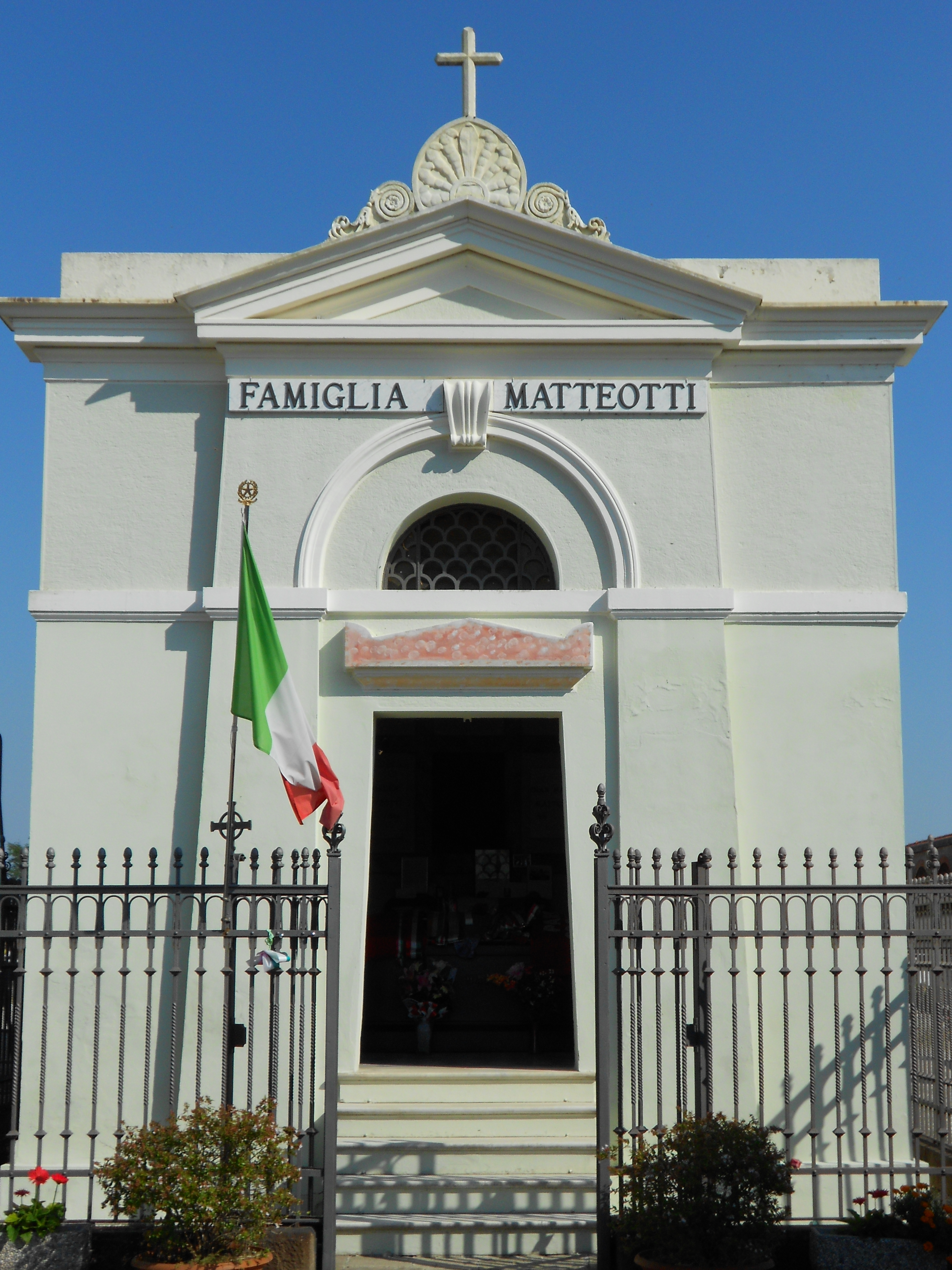
Tumba de Giacomo Matteotti, Fratta Polesine, Rovigo

Antes de su muerte Matteotti ya había padecido la represión de las escuadras fascistas. Fue secuestrado y torturado pero, a pesar de ello, nunca acalló su espíritu antifascista. Su violento asesinato se convirtió en una advertencia clara: el gobierno fascista ansiaba una dictadura para asumir el poder absoluto y permanente y cualquier oposición, por sutil que fuera, sería duramente castigada. Como resultado del asesinato, la mayoría de los integrantes no fascistas del parlamento italiano se adhirieron al fascismo, sea por voluntad propia, por conveniencia o por la fuerza. 
Los parlamentarios socialistas, los comunistas y otros partidos de izquierdas, rechazaron tales pactos con el fascismo y ejecutaron la "Secesión del Aventino" retirándose del parlamento para que éste no funcionase por falta de cuórum. No obstante, Mussolini logró mediante tretas legales que el parlamento siguiera en funciones. El rey Víctor Manuel III rehusó convocar nuevas elecciones y las fuerzas militares tampoco mostraron deseo de reprimir a los fascistas, por temor a motines entre las tropas. Al no tener éxito en su maniobra, los parlamentarios de izquierdas quedaron aislados y perdieron más poder. Además por temor a la brutal violencia de los camisas negras (ya demostrada con la muerte de Matteotti) muchos socialistas se abstuvieron de seguir participando en política, mientras que el grueso de militantes comunistas prefirieron pasar a una oposición "secreta" al régimen, dejando así al fascismo como árbitro político de Italia.
En su homenaje, las brigadas del Partido Socialista de la Resistencia italiana recibieron el nombre de Brigate Matteotti («Brigadas Matteotti»). Durante la guerra civil española, el nombre de Matteotti lo llevaron al menos dos unidades militares republicanas: la Columna italiana y el Batallón Matteotti.